# Red Shoes and the Seven Dwarfs
Red Shoes and the Seven Dwarfs (bra: Sapatinho Vermelho e os Sete Anões; prt: Os Sete Anões e os Sapatos Mágicos) é um filme de fantasia de animação sul-coreano de 2019 produzido pela Fine cut. Baseado no conto de fadas alemão dos Irmãos Grimm, é um filme de CGI que atraiu atenção negativa devido a promocao do filme, que queria demonstrar que ser gordo é ser feio.

## Controvérsias
Em junho de 2017, durante o Festival de Cannes, foi feita uma ação publicitária para ao filme que dizia "E se a Branca de Neve não fosse mais bonita e os 7 anões não tão baixos?". Logo depois, os a campanha foi duramente criticada por promover gordofobia.  A atriz Chloë Grace Moretz que é a voz original de Branca de Neve, ficou horrorizada quando viu a publicidade relacionada ao filme.

## Elenco
- Chloë Grace Moretz como Branca de Neve
- Sam Claflin como Merlin
- Gina Gershon como Regina
- Patrick Warburton como o Espelho Mágico
- Jim Rash como Príncipe Average
- Simon Kassianides como Arthur

## Recepção
O filme ganhou uma recepção negativa esmagadora dos críticos.